# Departamento de Imprensa e Propaganda
O Departamento de Imprensa e Propaganda (DIP) foi um órgão criado no Brasil em dezembro de 1939, por decreto do presidente Getúlio Vargas. O DIP serviu como instrumento de censura e propaganda  do governo durante o Estado Novo.

## Objetivos e Abrangências
Seus principais objetivos eram:
- centralizar e coordenar a propaganda nacional, interna e externa, e servir como elemento auxiliar de informação dos ministérios e entidades públicas e privadas;
- organizar os serviços de turismo, interno e externo;
- fazer a censura do teatro, do cinema, das funções recreativas e esportivas, da radiodifusão, da literatura social e política e da  imprensa;
- estimular a produção de filmes educativos nacionais e classificá-los para a concessão de prêmios e favores;
- colaborar com a imprensa estrangeira para evitar a divulgação de informações nocivas ao país;
- promover, organizar e patrocinar manifestações cívicas e festas populares com intuito patriótico, educativo ou de propaganda turística, assim como exposições demonstrativas das atividades do governo;
- organizar e dirigir o programa de radiodifusão oficial do governo brasileiro.

Criado em 1938, e que se havia  originado do "Departamento de Propaganda e Difusão Cultural" (DPDC); este último, em 1934, havia substituído ao Departamento Oficial de Propaganda (DOP), cuja estrutura obsoleta obrigara ao governo a ampliar sua abrangência. A criação, o objetivo e a história de todos esses departamentos se confundem com o Estado Novo. O DOP e seu sucessor DPDC existiam desde 1931, mas tinham grandes limitações, eram antiquados e lentos, subordinados diretamente ao Gabinete do Presidente da República. O novo departamento, o DIP, era dirigido pelo jornalista e intelectual Lourival Fontes que já era diretor do DNP.
A abrangência do DIP era infinitamente maior do que a do antigo DOP. Seu poder de penetração na sociedade também. A mudança de nome e funções, com a centralização da informação, o controle e a função de censor de todas as manifestações culturais do Brasil, davam-lhe bem mais abrangência.
Com o fim do Estado Novo, o DIP foi extinto  pelo decreto-lei n° 7 582,  em 25 de maio de 1945, quando foi substituído pelo Departamento Nacional de Informações (DNI), subordinado ao Ministério da Justiça e Negócios Interiores. O  DNI teria, porém, curta existência, sendo extinto logo no ano seguinte.

## História

### O Estado Novo

Antônio José Coelho dos Reis, diretor-geral do Departamento de Imprensa e Propaganda, em 1942.

Getúlio Vargas, quando o golpe de estado feito pelo mesmo acabou originando o Estado Novo,ele  tornou-se presidente do Brasil sem sequer fazer parte de um partido político. O DIP foi criado para controlar, centralizar, orientar e coordenar a propaganda oficial, que se fazia em torno de sua figura. Abrangia a imprensa, a literatura, o teatro, o cinema, o esporte, a recreação, a radiodifusão e quaisquer outras manifestações culturais. Os meios de comunicação oficial associavam a figura do presidente a feitos que eram de interesse de grande parte da população: os trabalhadores. As práticas do Governo Vargas, da mesma forma, traziam benefícios para estas pessoas. A Legislação Trabalhista e a crescente organização do mercado de trabalho acabaram com regimes de exploração laboral no Brasil. As cargas horárias de trabalho, que antes de seu governo eram comumente de 14, 16 horas diárias, passaram a ser de 48 horas semanais. Foram instituídas as férias remuneradas. Tais medidas, com efeito, têm caráter semelhante a feitos do Estado de Bem-Estar Social, desenvolvido em décadas subsequentes na Europa.
Mas, além de executar funções de vigilância e controle ideológico dos brasileiros, o DIP era também um instrumento de aproximação, através da propaganda oficial, entre o presidente e os trabalhadores,  que foram grandemente beneficiados durante a era Vargas, com a obtenção de direitos  e garantias.

### Dispositivos ideológicos
Foi inspirado em modelos de outras ditaduras mundiais da década de 1930,[carece de fontes?] cujo primeiro papel era fazer propaganda e  promover o culto à personalidade do ditador, através do caudilhismo,  impondo e fabricando notícias para alcançar os formadores de opinião, mais preparados intelectualmente, mas não menos suscetíveis a esses métodos de propaganda recém aplicados mundialmente.
O decreto-lei de 8 de março de 1940 uniformizou o ensino e instituiu a obrigatoriedade da disciplina Educação Moral e Cívica nas escolas. Além disso, os alunos  passaram a ter que participar de paradas, desfiles  e manifestações diversas de patriotismo, em datas comemorativas como Dia da Independência, Dia da Juventude, Dia do Trabalho, Dia da Raça, Dia do Soldado e Dia da Bandeira, dentre outros. Nessas manifestações, a efígie de Vargas também se tornou obrigatória, fazendo-o  onipresente.
O DIP funcionava como instrumento na estratégia  de legitimação de um novo projeto identitário nacional, empreendido pelo governo Vargas. Era um órgão de difusão cultural  alinhado com os princípios do governo. Segundo Schwartzman, para que este projeto fosse bem sucedido, seria  indispensável "a adoção de símbolos a serem cultuados, mitos a serem exaltados e proclamados, rituais a serem cumpridos". A educação escolar era vista como elemento fundamental no processo de afirmação da nacionalidade. A  Reforma Capanema, de 1942, restabeleceu a História do Brasil como disciplina autônoma, mas tendo como objetivo fundamental a formação moral e patriótica, como escreve  Jonathas Serrano, um de  colaboradores  do governo:
Na terceira e na quarta série do curso ginasial o estudo da História do Brasil visa precipuamente à formação da consciência patriótica, através dos episódios mais importantes e dos exemplos mais significativos dos principais cultos do passado nacional. Assim como nas aulas de História Geral, serão postas em relevo as qualidades dignas de admiração, a dedicação aos grandes ideais e a noção de responsabilidade.
Os livros de História do Brasil também deixariam de falar de conflitos regionais, projetando a ideia de um país unido,  enaltecendo os heróis da pátria.[carece de fontes?] Os livros escolares de literatura também enalteciam a pátria.[carece de fontes?]
O DIP criou também cartilhas para serem distribuídas às crianças nas escolas e para a imprensa. Produziu também documentários para exibição obrigatória, antes dos  filmes programados pelos  cinemas. Além disso, a Agência Nacional, subordinada ao DIP, transmitia diariamente, exceto aos sábados e domingos , sempre às 19 horas, o programa radiofônico  "Hora do Brasil", retransmitido simultaneamente por todas as emissoras do país.
O DIP tornou obrigatória a presença da foto oficial de Getúlio em lugar de destaque em todos os estabelecimentos comerciais do país (padarias, boticas, armazéns, etc), divulgando e impondo a figura do ditador em todas as instâncias da vida política e social do Brasil, numa reprodução dos métodos implantados na Alemanha nazista por Joseph Goebbels, mentor de Filinto Muller, chefe de polícia do Distrito Federal e notório torturador.
Cultura Política era a revista oficial  mensal de estudos brasileiros , diretamente vinculada ao DIP. Dirigida por Almir de Andrade, tinha como propostas principais a promoção da nova concepção de cultura, além de apresentar explicações sobre os rumos das transformações político-sociais em curso no país.  Segundo a revista, os intelectuais tinham um papel  fundamental  na instauração da "nova ordem", cabendo a eles  formar a opinião pública e unir governo e povo, traduzindo a voz da sociedade. A revista contava com a colaboração de importantes intelectuais brasileiros, das mais diversas correntes de pensamento. Alguns deles eram os próprios ideólogos do regime: além de Almir de Andrade, Francisco Campos , Azevedo Amaral, Lourival Fontes e Cassiano Ricardo. Mas também Gilberto Freyre  e mesmo comunistas notórios, como Graciliano Ramos e Nelson Werneck Sodré, colaboraram com artigos para a revista. Por ocasião do quarto aniversário do Estado Novo, o próprio presidente Vargas enfatizou a importância de seu caráter doutrinário na construção das diretrizes do Estado Nacional. Cultura Política era vendida nas bancas de jornais do Rio de Janeiro e São Paulo e circulou de março de 1941 até outubro de 1945.
Para fazer propaganda do governo, o DIP instituiu o dia 19 de abril, aniversário do presidente Getúlio Vargas, como o "Dia do Presidente" e, por intervenção direta ou por meio da censura, obrigava a imprensa a fazer propaganda da ditadura.

### A censura do DIP
A censura executada pelo DIP era de extrema eficiência.[carece de fontes?] Agia em todos os segmentos da sociedade e, muitas vezes, os censores eram pessoas respeitáveis da sociedade que, envolvidos pelo clima da época, "entregavam", até inconscientemente, as manifestações culturais que por acaso demonstrassem ideias contrárias ao governo, que eram censuradas.[carece de fontes?]
Em 1940, o DIP executou uma intervenção no jornal O Estado de S. Paulo, destituindo sua direção e assumindo seu controle, com a determinação de usá-lo como instrumento de propaganda. Essa intervenção perdurou até 1945, ao final da Segunda Guerra Mundial, que coincide com o fim do Estado Novo.

## Extinção do DIP
Uma vez extinto, em 1945, o DIP foi substituído pelo Departamento Nacional de Informações (DNI), o qual por sua vez também seria extinto pouco tempo depois, em setembro de 1946.